# 菜々子解体診書
『菜々子解体診書』（ななこかいたいしんしょ）は、パイオニアLDCから発売されたOVA作品。

## あらすじ
七千草菜々子は両親が作った莫大な借金のせいで天才外科医の拝狂児に肉体の108箇所を担保として取られてしまう（この設定は『どろろ』に因む）。菜々子は見習い看護師として毎日激しい訓練を課せられる。狂児は菜々子を鍛え上げ、自身が発明したロボット『ビーナス2000』に生体移植しようとしていたのだった。

## 登場人物
七千草菜々子
声 - 山本麻里安
拝狂児
声 - 子安武人
ビーナス2000
久龍
声 - 八奈見乗児
コマネチ
声 - 西村ちなみ
セイント
声 - 関智一
上田元気
声 - 宇垣秀成
丸尾仁
声 - 桜井敏治
五月薫
声 - 加藤優子
拝錠児
声 - 大塚明夫

## スタッフ
- 原作 - Save our Nurse Project
- 企画 - 真木太郎、つくも匠
- 監督 - ねぎしひろし
- シリーズ構成 - ラスプーチン矢野
- チーフディレクター - 黒田やすひろ
- キャラクターデザイン - 山下敏成
- 美術監督 - 岩瀬栄治
- カラーディレクター - 川見拓也
- コンポジットディレクター（撮影監督） - 長牛豊
- 音響監督 - 千葉繁
- 音楽 - 根岸貴幸
- 音楽プロデューサー - 齋藤裕二（イマジン）
- エクゼクティブプロデューサー - 川村明廣
- プロデューサー - 上田耕行、大沢信博
- アニメーションプロデューサー - 植田もとき
- アニメーション制作 - RADIX
- 製作 - Pioneer LDC、GENCO

## 主題歌
「菜々子の選択」
作詞 - ジェロニモ本郷 / 作曲・編曲 - 根岸貴幸 / 歌 - 山本麻里安

## 各巻リスト
| 巻数  | サブタイトル                | 脚本             | 絵コンテ         | 演出             | 作画監督          | 総作画監督 |
| ----- | --------------------------- | ---------------- | ---------------- | ---------------- | ----------------- | ---------- |
| opr.1 | The First Spiral            | ラスプーチン矢野 | くりもとひろゆき | 黒田やすひろ     | 三浦和也          | 山下敏成   |
| opr.2 | Memories of you             | ラスプーチン矢野 | ねぎしひろし     | くりもとひろゆき | 高橋成世 山下敏成 | -          |
| opr.3 | Psycho Patient              | 吉田稜           | 黒田やすひろ     | くりもとひろゆき | 浜森理宏          | 山下敏成   |
| opr.4 | Fire-crackers               | 吉田稜           | くりもとひろゆき | 山田徹           | 浜森理宏          | -          |
| opr.5 | The Last spiral_Former Part | 吉田稜           | 黒田やすひろ     | くりもとひろゆき | 高田詩乃          | -          |
| opr.6 | The Last spiral_Latter Part | 吉田稜           | ねぎしひろし     | 黒田やすひろ     | 高田詩乃          | -          |

## 関連商品

### ビデオ・LD・DVD
- 菜々子解体診書 特報 セクシャル バイオグラフィー No.1 （1999年4月9日発売）
- 菜々子解体診書 opr.1 The First Spiral （1999年7月5日発売）
- 菜々子解体診書 opr.2 Memories of you （1999年9月24日発売）
- 菜々子解体診書 opr.3 Psycho Patient （1999年11月26日発売）
- 菜々子解体診書 opr.4 Fire-crackers （1999年12月22日発売）
- 菜々子解体診書 opr.5 The Last Spiral_Former Part （2000年3月3日発売）
- 菜々子解体診書 opr.6 The Last Spiral_Latter Part （2000年4月7日発売）

発売元：パイオニアLDC

### DVD
- 菜々子解体診書 DVD-BOX（2004年5月13日発売）

発売元：ジェネオンエンタテインメント

### CD
- 菜々子解体診書『ラジオでポン♥』（1998年12月22日）
- 菜々子解体診書『ラジオでち～ッ!』（1999年2月24日）
- 菜々子解体診書『ラジオで×××!』（1999年4月23日）
- 菜々子解体診書 CDスペシャル 歌う看護婦さん（1999年11月26日）
- 菜々子解体診書 音楽的超療法 I（1999年9月24日）
- 菜々子解体診書 音楽的超療法 II（2000年3月24日）

発売元：パイオニアLDC

### 書籍
コミック
- 『菜々子解体診書』ソニー・マガジンズコミックス（1999年6月25日）ISBN 978-4789792479
- 『菜々子解体診書―課程の医学』ソニー・マガジンズコミックス（1999年12月17日）ISBN 978-4789782289

小説
- 『菜々子解体診書―菜々子×狂児・ココロのカルテ』ソニー・マガジンズ文庫（1999年9月30日）ISBN 978-4789714600
- 『菜々子解体診書〈2〉菜々子×狂児・トラウマレポート』ソニー・マガジンズ文庫（2000年6月1日）ISBN 978-4789715607